# Live My Life
Live My Life è un brano musicale della band statunitense Far East Movement, pubblicato il 28 febbraio 2012 come primo singolo dall'album Dirty Bass e vede la collaborazione del cantante canadese Justin Bieber. Il brano è stato prodotto dal marocchino RedOne e De Paris. Il remix ufficiale, chiamato Live My Life (Party Rock Remix), raffigura il featuring dello statunitense Redfoo.

## Tracce
Download digitale
1. Live My Life (con Justin Bieber) - 3:59
2. Live My Life (con Justin Bieber & Redfoo) - 4:16

CD Singolo
1. Live My Life (con Justin Bieber) - 3:59
2. Live My Life (con Justin Bieber & Redfoo) - 4:14

EP Digitale
1. Live My Life (con Justin Bieber) - 3:59
2. Live My Life (con Justin Bieber & Redfoo) - 4:15
3. Live My Life (Wideboys Full Club Remix) (con Justin Bieber)
4. Jello (con Rye Rye) - 2:52

## Classifiche
| Classifica (2012) | Posizione massima |
| ----------------- | ----------------- |
| Australia         | 14                |
| Austria           | 20                |
| Belgio (Fiandre)  | 39                |
| Belgio (Vallonia) | 7                 |
| Canada            | 4                 |
| Danimarca         | 17                |
| Finlandia         | 15                |
| Francia           | 54                |
| Germania          | 8                 |
| Irlanda           | 6                 |
| Lussemburgo       | 2                 |
| Paesi Bassi       | 45                |
| Nuova Zelanda     | 15                |
| Norvegia          | 3                 |
| Svezia            | 13                |
| Svizzera          | 6                 |
| Regno Unito       | 7                 |
| Stati Uniti       | 21                |